# Neoechinorhynchus (Neoechinorhynchus)
Neoechinorhynchus (Neoechinorhynchus) is een ondergeslacht in de taxonomische indeling van de haakwormen, ongewervelde en parasitaire wormen die meestal 1 tot 2 cm lang worden. De worm komt uit het geslacht Neoechinorhynchus en behoort tot de familie Neoechinorhynchidae. Neoechinorhynchus (Neoechinorhynchus) werd in 1892 beschreven door Hamann.

## Soorten
- Neoechinorhynchus (Neoechinorhynchus) aldrichettae
- Neoechinorhynchus (Neoechinorhynchus) argentatus
- Neoechinorhynchus (Neoechinorhynchus) coiliae
- Neoechinorhynchus (Neoechinorhynchus) dimorphospinus
- Neoechinorhynchus (Neoechinorhynchus) dorsovaginatus
- Neoechinorhynchus (Neoechinorhynchus) elongatus
- Neoechinorhynchus (Neoechinorhynchus) golvani
- Neoechinorhynchus (Neoechinorhynchus) johnii
- Neoechinorhynchus (Neoechinorhynchus) karachiensis
- Neoechinorhynchus (Neoechinorhynchus) nigeriensis
- Neoechinorhynchus (Neoechinorhynchus) ningalooensis
- Neoechinorhynchus (Neoechinorhynchus) qatarensis
- Neoechinorhynchus (Neoechinorhynchus) rutili
- Neoechinorhynchus (Neoechinorhynchus) topseyi
- Neoechinorhynchus (Neoechinorhynchus) tylosuri